# Pseudotagma

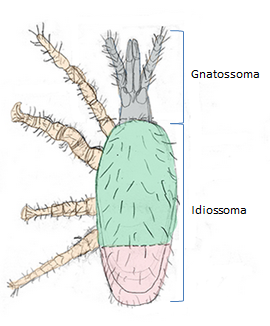
Podział ciała na pseudotagmy u roztocza

Pseudotagma – region ciała stawonoga złożony z dwóch lub więcej somitów lub ich części, nieodpowiadający tagmie.
Termin ten wprowadzony został w 1963 roku przez van der Hammena w kontekście roztoczy z grupy dręczy i najpowszechniej używany jest właśnie w akarologii. Pajęczaki mają ciało podzielone na dwie tagmy: prosomę i opistosomę, jednak w linii rozwojowej roztoczy podział ten uległ zatarciu, a zamiast niego wykształcił się inny, na: gnatosomę i idiosomę. Nowy podział nie odpowiada tagmom, ani nawet somitom – aparat gębowy leży na gnatosomie, zaś mózg i oczy w idiosomie. Podział ten uległ dalszym modyfikacjom, np. u niektórych roztoczy właściwych wyróżnia się pseudotagmy: proterosomę i hysterosomę.
Ścisłą i dającą się stosować ogólnie w stawonogach definicję pseudotagmy, różną od definicji tagmy, wprowadził Lamsdell w 2013 roku. Według niego pseudotagma to region ciała dający się wyróżnić na podstawie sposobu wykształcenia brzusznej lub grzbietowej części egzoszkieletu, tj. tergitów lub sternitów, w obrębie którego nie doszło jednak do specyficznego dla niego zmodyfikowania przydatków (odnóży). Pseudotagma może mieć charakter funkcjonalny, jeśli jej wykształcenie wymusza na regionie ciała pełnienie odrębnej funkcji. W przeciwnym wypadku mówi się o pseudotagmie niefunkcjonalnej.
Przykładami pseudotagm funkcjonalnych są: gnatosoma, idiosoma, prosterosma i hysterosoma roztoczy, cefalosoma solfug oraz głowa trylobitów. Pseudotagmy niefunkcjonalne to np. przedodwłok i zaodwłok ostrogonów.